# Haarlemmermeer
Haarlemmermeer  es un municipio de Países Bajos, en la provincia de Holanda Septentrional. Es una porción de tierra ganada al agua, y el nombre Haarlemmermeer se refiere al lago Haarlem, que fue el lago al que se le ganó la tierra en el siglo XIX.
Su ciudad principal es Hoofddorp. Es una de las ciudades más grandes de Holanda (población: 70.030) cuyo nombre no es usado como el nombre de un municipio. Esta ciudad, junto con las ciudades en crecimiento de Nieuw Vennep y Badhoevedorp, juntas forman parte de la aglomeración de Randstad.

## Centros de Población
La municipalidad de Haarlemmermeer consiste de las siguientes ciudades, pueblos y/o distritos: Aalsmeerderbrug, Abbenes, Badhoevedorp, Beinsdorp, Boesingheliede, Buitenkaag, Burgerveen, Cruquius, De Hoek, Hoofddorp, 't Kabel, Leimuiderbrug, Lijnden, Lisserbroek, Nieuwe Meer, Nieuwebrug, Nieuw-Vennep, Oude Meer, Rijsenhout, Rozenburg, Schiphol, Schiphol-Rijk, Vijfhuizen, Weteringbrug, Zwaanshoek, Zwanenburg.

## Historia
Se dice del lago Haarlemmer que albergaba una reliquia de un ejército del Norte del Rin que lo habría cruzado durante los tiempors de la Antigua Roma. En 1531 Haarlemmermeer tenía un área de 6430 acres (26 km²), y cerca suya había tres lagos menores: el Leidsche Meer el Spiering Meer y el Oude Meer, con un área total de 7600 acres (31 km²).

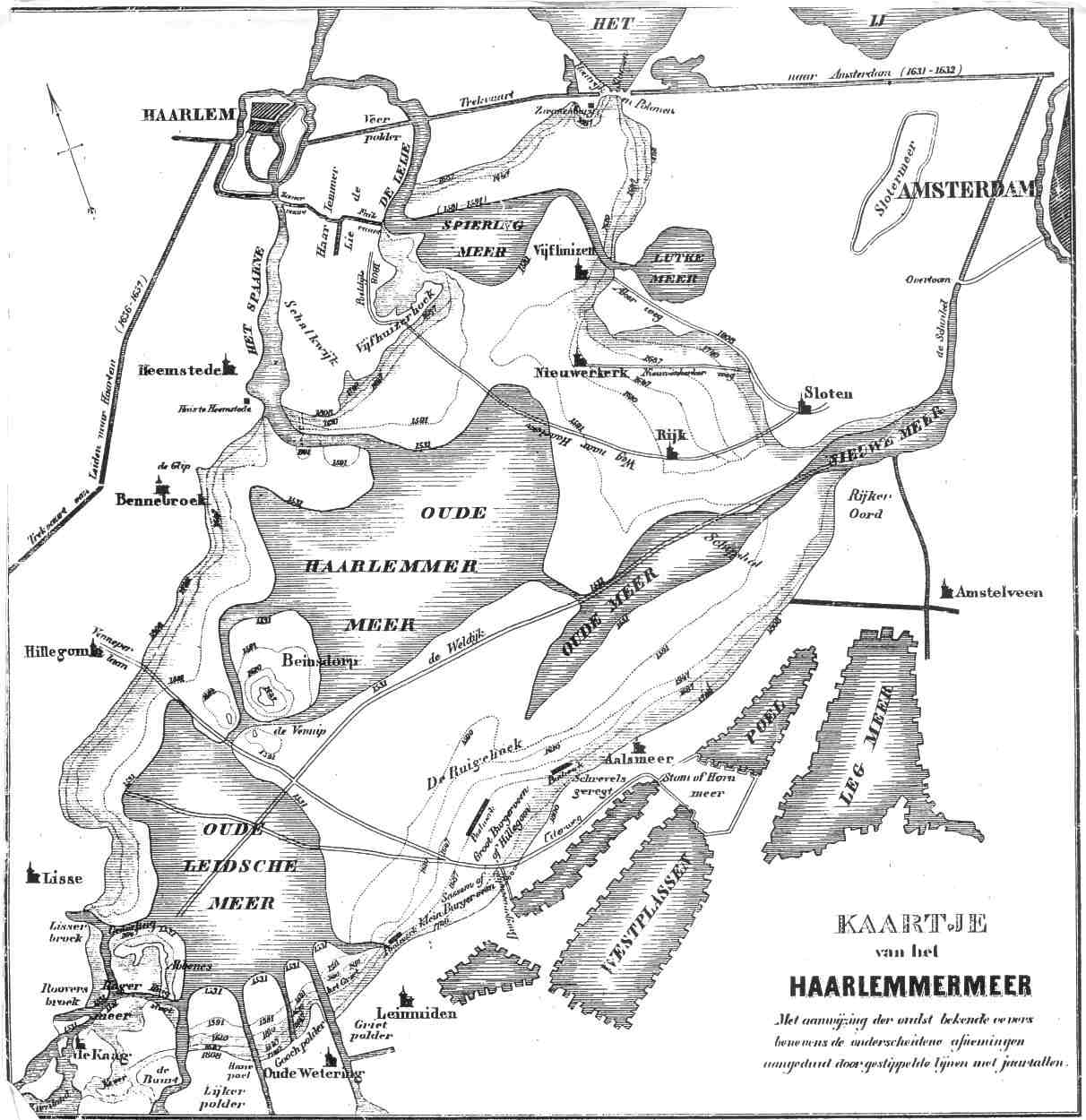
Mapa histórico de Haarlemmermeer.

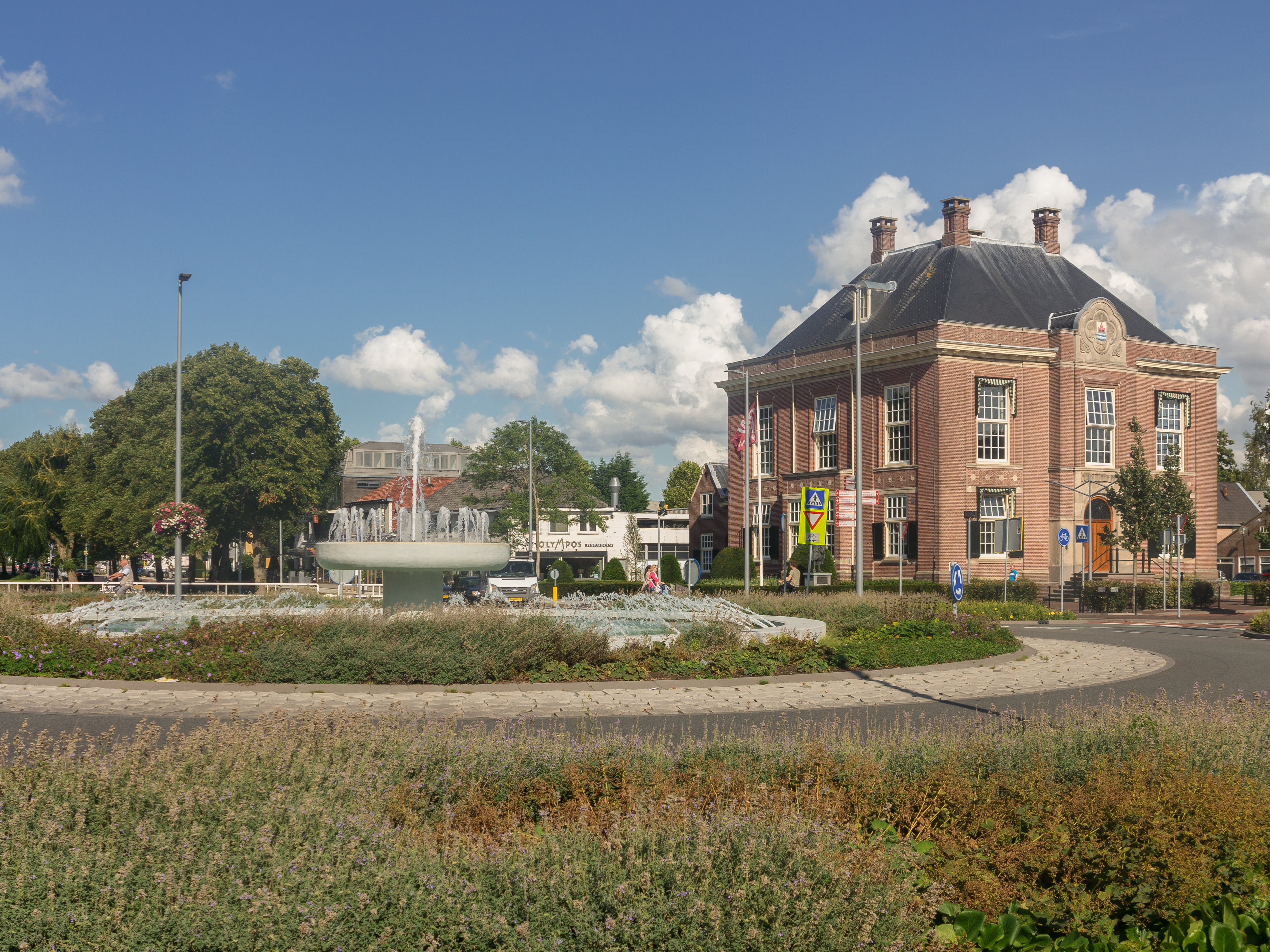
El edificio monumental (la casa de Polder) en Hoofddorp

Los cuatro lagos se convirtieron en uno a causa de inundaciones sucesivas. Muchos pueblos desaparecieron en el acto. Una de estas ciudades era Vennep, Nieuw Vennep está nombrada en su honor. Para 1647 la nueva Haarlemmermeer poseía un área de alrededor 37,000 acres (150 km²), y una centuria más tarde su área se incrementó llegando a los 42,000 acres (170 km²). En holandés, llaman aquella tendencia de lagos a ampliarse con el tiempo waterwolf (lobo de agua).
En 1643 Jan Adriaanszoon Leeghwater propuso hacer un dique y secar el lago.
Esquemas similares, entre los que los de Nicolaus Samuel Cruquius en 1742 y los del Barón van Lijnden van Hemmen en 1820 son dignos de mención especial, fueron presentados cada cierto tiempo. Pero no fue hasta que un terrible huracán en noviembre de 1836 condujo las aguas hasta las mismas puertas de Ámsterdam y otro el día de Navidad las condujo en dirección contraria, llegando a sumergir las calles de Leiden, cuando la nación se propuso seriamente secar el lago.
El 1 de agosto de 1837, el rey Guillermo I designó una comisión real; el esquema propuesto por la comisión recibió la aprobación de la Segunda Cámara en marzo de 1839, y en mayo siguiente se comenzó el trabajo.
Primero, se cavó un canal alrededor del lago, llamado Ringvaart (Canal anillo), para llevar el agua que se drenara, y los barcos que antes cruzaban el lago. El canal tenía 38 millas (61 km) de largo, 23.6 millas (38 km) de ancho, y 8 pies (2.4 m) de profundidad, la arena que se sacó de excavar fue usada para construir un dique de 30 a 54 yardas (30 a 50 m) de ancho alrededor del lago. El área encerrada por el canal era de más de 70 millas² (180 km²), y la profundidad media del largo era de 13 pies (4 m). Como el agua no se podía secar de forma natural, se calcula que hubo que evacuar 1000 millones de toneladas por medios mecánicos.

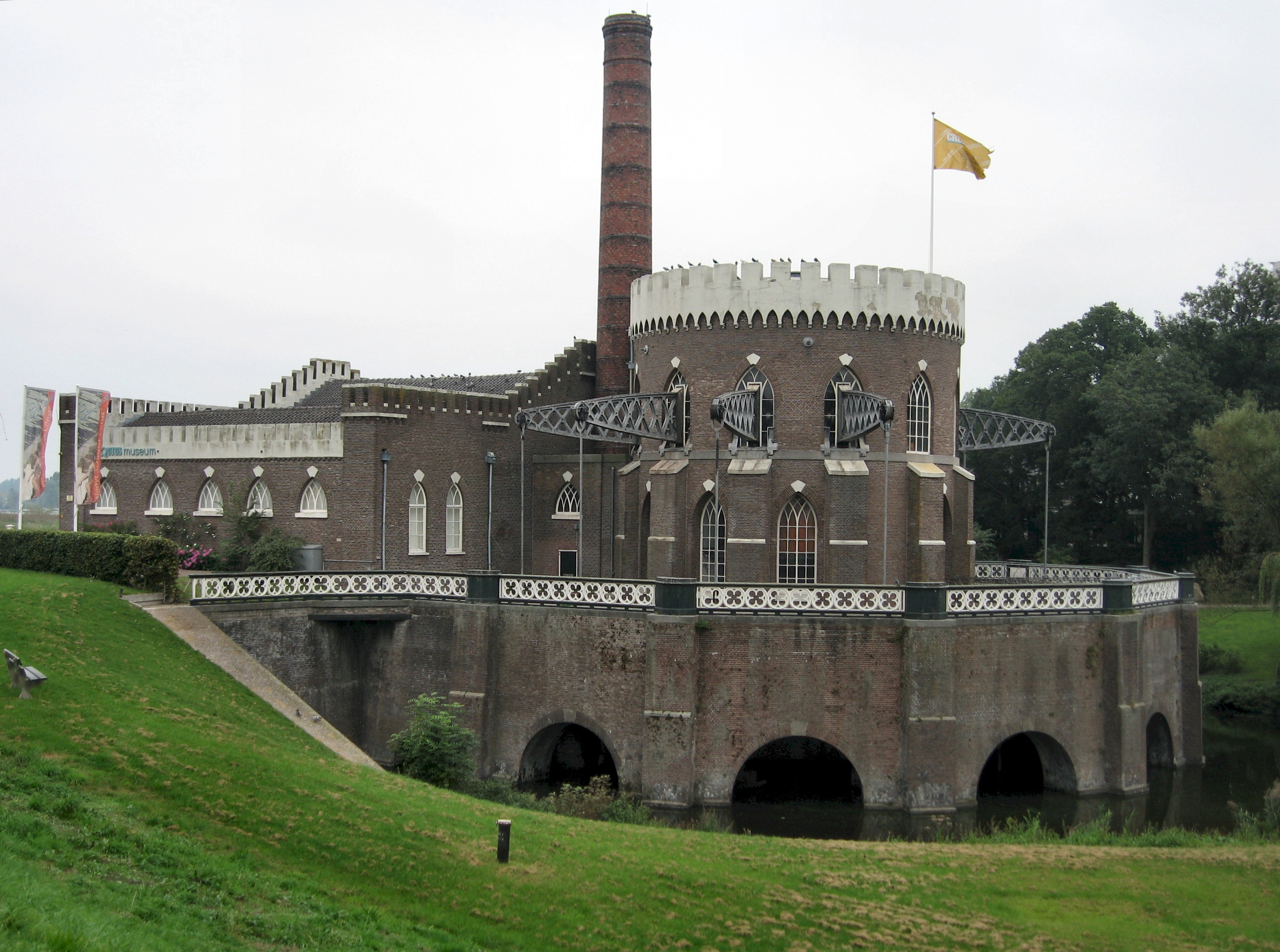
Estación de bombeo Cruquius.

No siguiendo con la tradición de secar los lagos con molinos de vientos, los dirigentes del proyecto utilizaron bombas de agua, las cuales aún no se habían usado para esta tarea. Tres motores fueron construidos: el Leeghwater, el Cruquius (el mayor motor de vapor de movimiento recíproco jamás construido y ahora convertido en un museo), y el Lijnden. La tarea comenzó en 1848, y el lago se secó el 1 de julio de 1852; 800 toneladas de agua se eliminaron. En la primera venta de tierras más allá de las orillas el 16 de agosto de 1853 se pagó, 28 por cada acre de tierra; pero el precio medio más adelante fue menor. El área completa recuperada a las aguas es de 42.096 acres (170 km²).
En 1854 la ciudad de Leiden reclamo la posesión del Nuevo territorio, pero las cortes fallaron a favor de la nación. Haarlemmermeer se incorporó como una municipalidad en la provincia de Holanda Septentrional por ley el 16 de julio de 1855. Su primer alcalde fue M.S.P. Pabst. La primera iglesia se construyó en el mismo año y en 1877 siete más. Para 1860 su población era de 7237 personas, y 40 años después en 1900, era de 16.621.
Al principio la actividad dominante en Haarlemmermeer era la agricultura. Pero el 99% de la tierra la poseían unos pocos ricos terratenientes. En 1900 bajaron los precios de materia y la mayoría de los granjeros poseyeron su propia tierra. También se empezó a cultivar en invernaderos. Los trabajadores estacionales, atraídos por buena paga, alzaron la población y se establecieron en aldeas a lo largo del Ringvaart. Maíz, semillas, ganado, mantequilla, y queso se convirtieron en los productos principales. La gran industria y las oficinas han llegado a ser importantes, especialmente en Hoofddorp y Schiphol.
Las carreteras que atravesaban la comuna estaban rodeadas de casas de granjeros construidas siguiendo varios estilos de Holanda, Frisia, y Brabante, reflejando los distintos orígenes de los granjeros. Hoofddorp, Venneperdorp o Nieuw Vennep, Abbenes, y los alrededores de las estaciones de bombeo eran los sitios donde la población se concentraba más.
En 1917 un aeropuerto militar se construyó cerca del Viejo fuerte Schiphol. Hoy en día, este aeropuerto es uno de los mayores aeropuertos civiles, usando un 15% del área terrestre de Haarlemmermeer. En 1926 el consejo municipal de Ámsterdam se hizo con el control de Schiphol. Tras el aeropuerto de Estocolmo, Schiphol fue el segundo aeropuerto de Europa en tener pistas sólidas entre 1937-1938. El nombre Schiphol significa "ship hole" (nido de barcos). En la Guerra de independencia holandesa hubo una batalla naval allí.

## Monumentos y parques
- La entrada del Cruquiusmuseum, (foto sacada del parque del Cruquiusmuseum).

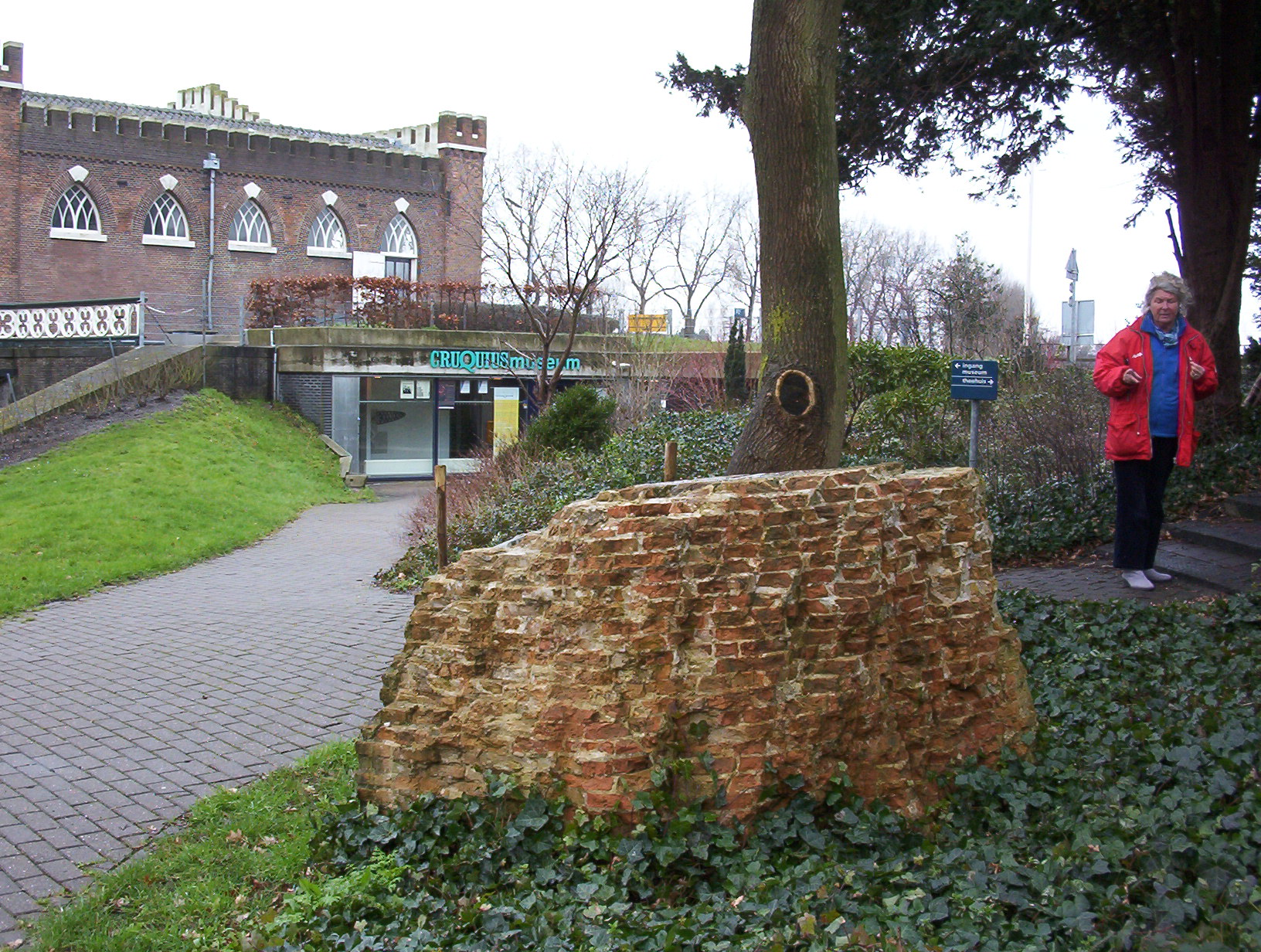
La entrada del Cruquiusmuseum, (foto sacada del parque del Cruquiusmuseum).

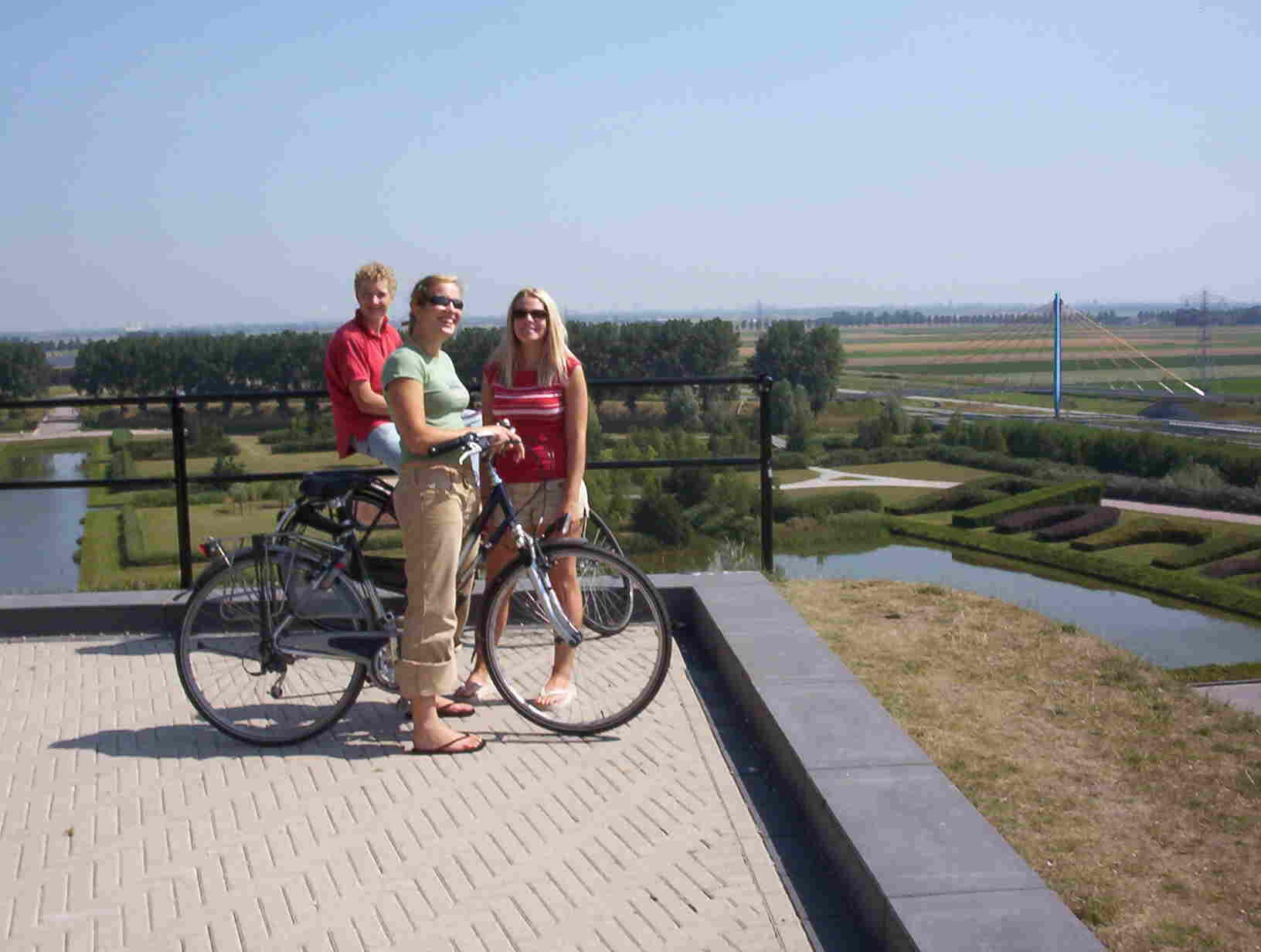
Vista de cima de la colina del Observador en el Haarlemmermeersebos.

- Stelling van Ámsterdam - la vieja línea de defensa de Ámsterdam cruza el Haarlemmermeer. Los proyectos que se están presentando tienen como objetivo hacer esta línea para que se pueda cruzar a pie, pero actualmente no es posible cruzar la carretera principal A4 que lo cruza. Este parque es accesible en varios puntos para la recreacuión, incluyendo el Haarlemmermeersebos.
- Haarlemmermeersebos – El mayor parque público en Haarlemmermeer y el lugar de la conferencia internacional de jardines Floriade en 2002, el parque incluye un gran lago para nadar en verano, y una colina de 40 metros llamada Spotter's Hill (la colina del observador).
- Museum De Cruquius – El museo Cruquius museum reside en uno de los molinos de vapor solía bombear agua del Haarlemmermeer para secarlo y está abierto al público para demostraciones del motor de vapor y un modelo de las vías fluviales de Países Bajos.El motor es el más grande construido. Detrás del museo hay un parque.

## Transporte

### Carreteras
Una de las autopistas más transitadas en Países Bajos, es la A4 de Ámsterdam a Den Haag, cruza directamente por Haarlemmermeer. Otras autopistas son la A5, de Hoofddorp a Badhoevedorp, la A9 de Alkmaar a Diemen y la A44, de Nieuw Vennep a Wassenaar.

#### Los puentes Calatrava
En presencia del HM Queen Beatrix en 2004 tres puentes diseñados por el arquitecto español Santiago Calatrava. Los puentes cruzan el canal principal de Haarlemmermeer y están nombrados en honor de tres instrumentos de cuerda; Arpa, cítara y Laúd. Desafortunadamente, en 2006 dos de los puentes ya presentaban claros signos de corrosión.

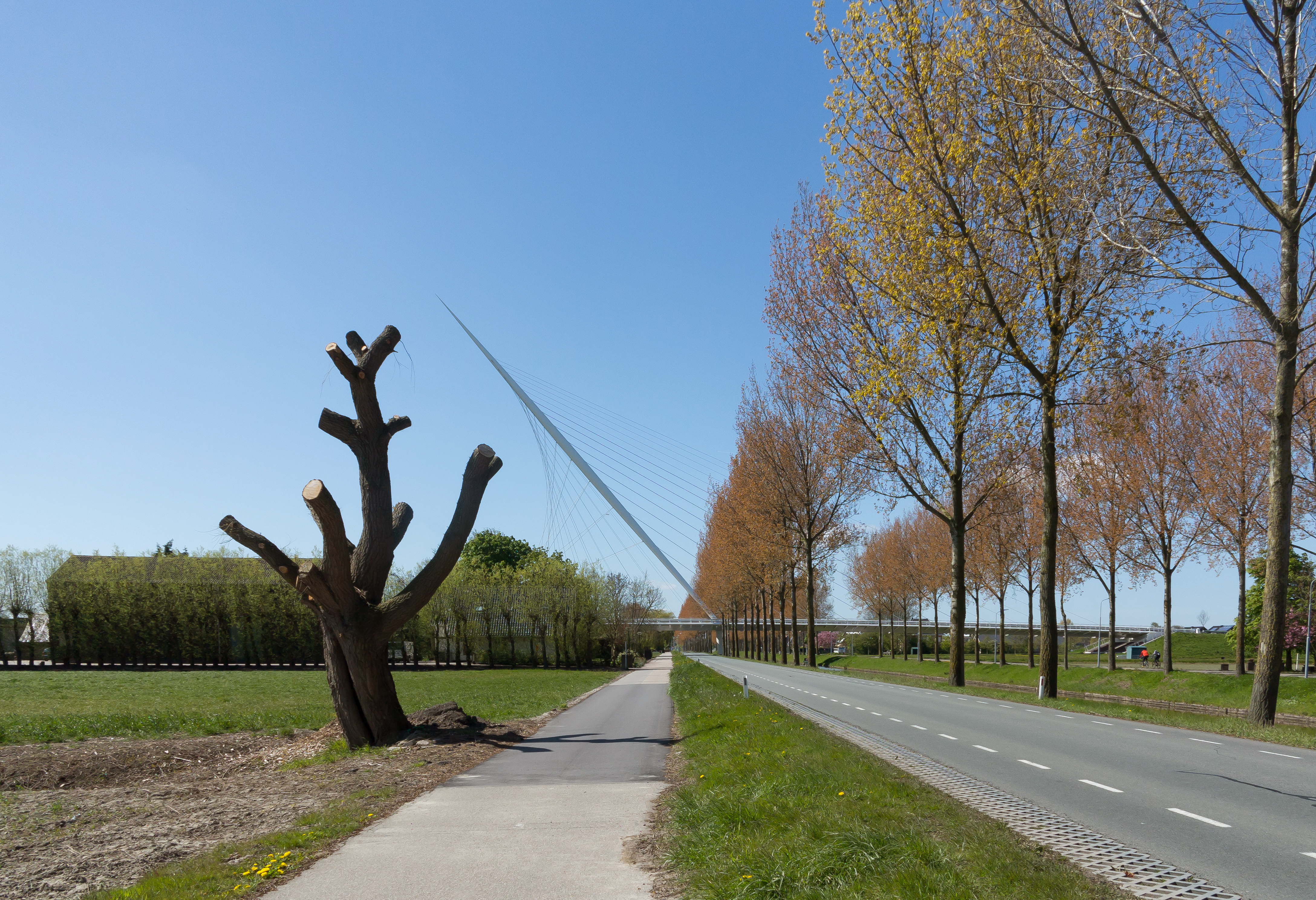
El puente: Calatravabrug de Harp (Arpa)
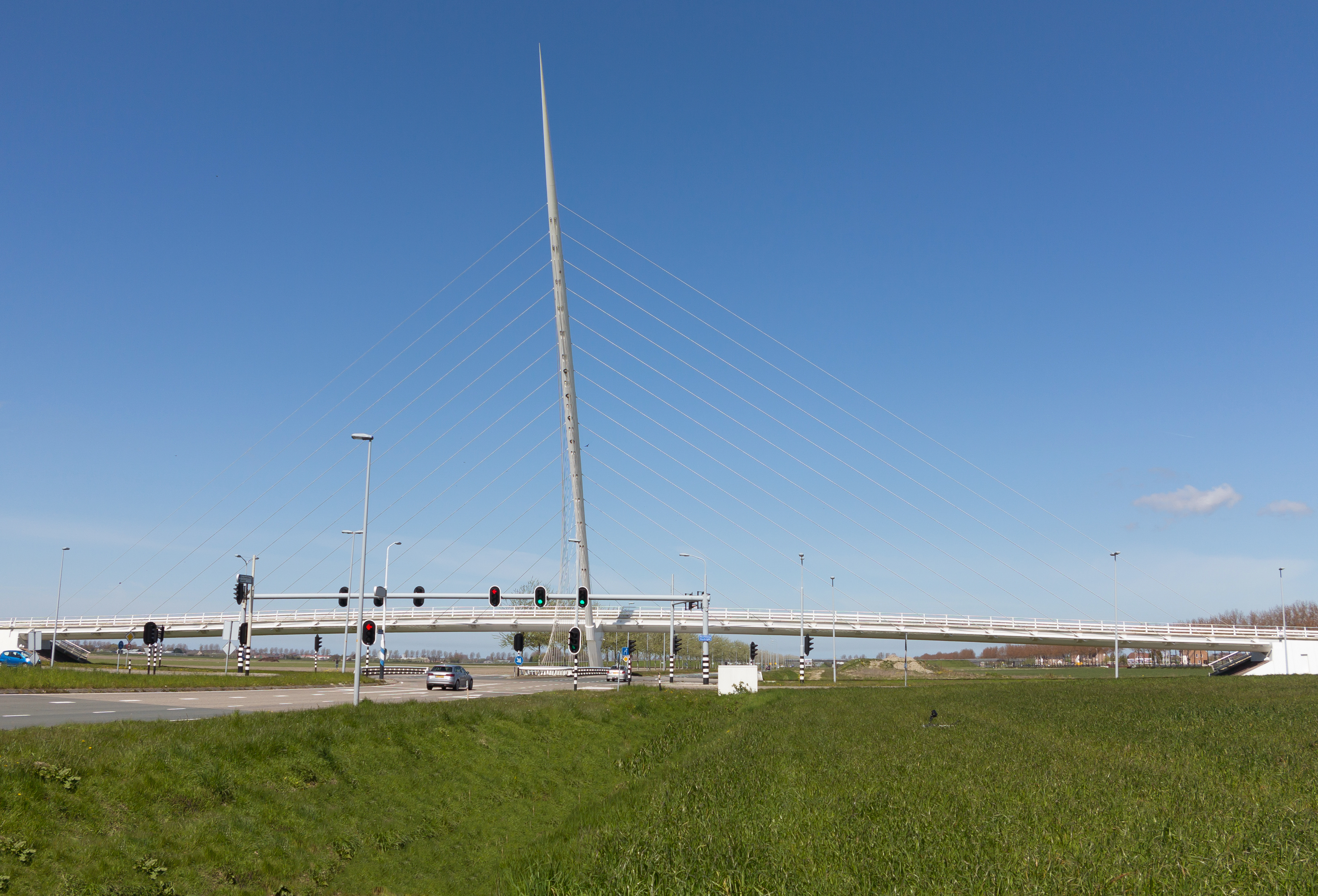
El puente: Calatravabrug de Citer (Cítara)
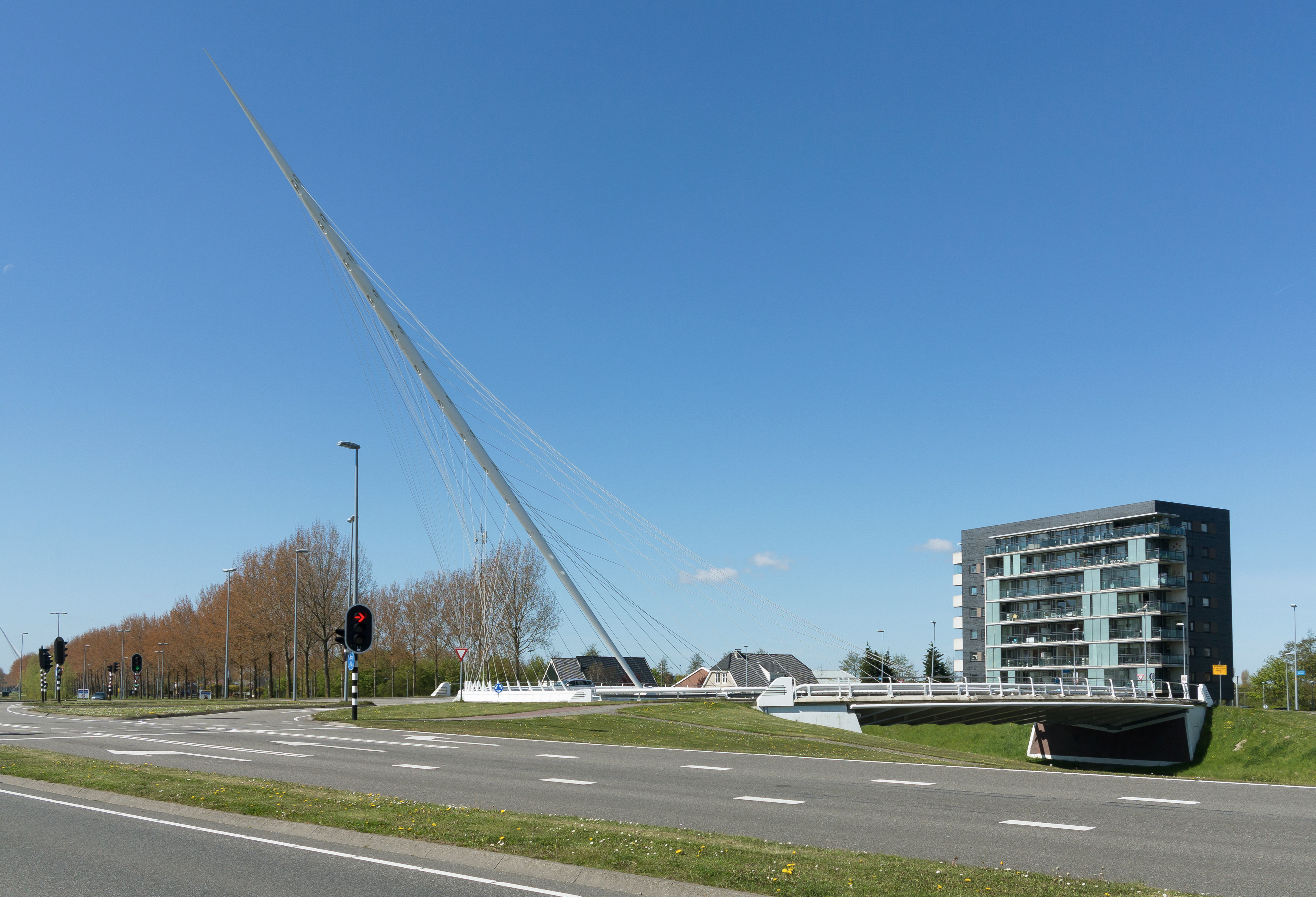
El puente: Calatravabrug de Luit (Laúd)

### Transporte aéreo
El aeropuerto Schiphol, el principal aeropuerto de Holanda esta también situado en Haarlemmermeer. Tiene conexiones a nivel mundial.

### Transporte ferroviario
Nederlandse Spoorwegen, la compañía nacional neerlandesa de trenes, tiene en la municipalidad tres estaciones: Hoofddorp, Nieuw-Vennep, y Schiphol.

### Transporte acuático
E Ringvaart es una ruta acuática importante para barcos tanto comerciales como de recreo. Una parte forma parte de la ruta de navegación de Hollands Diep a IJsselmeer, pasable para naves con mástiles de hasta 6 metros de alto.
Hay muchos canales en Haarlemmermeer, los principales son el Hoofdvaart (Canal principal) y el Kruisvaart (Canal de la cruz). Pero estos no tenían al principio ninguna conexión a las vías fluviales exteriores, queriendo decir que las mercancías tuvieron que ser recargados en los diques de toque. En 1895 un canal doble con un sistema de esclusas fue construido en Aalsmeer, relanzando la economía. En la década de 1950 esta esclusa estuvo cerrada y los canales otra vez fueron usados para el embarque.

## Gobierno local

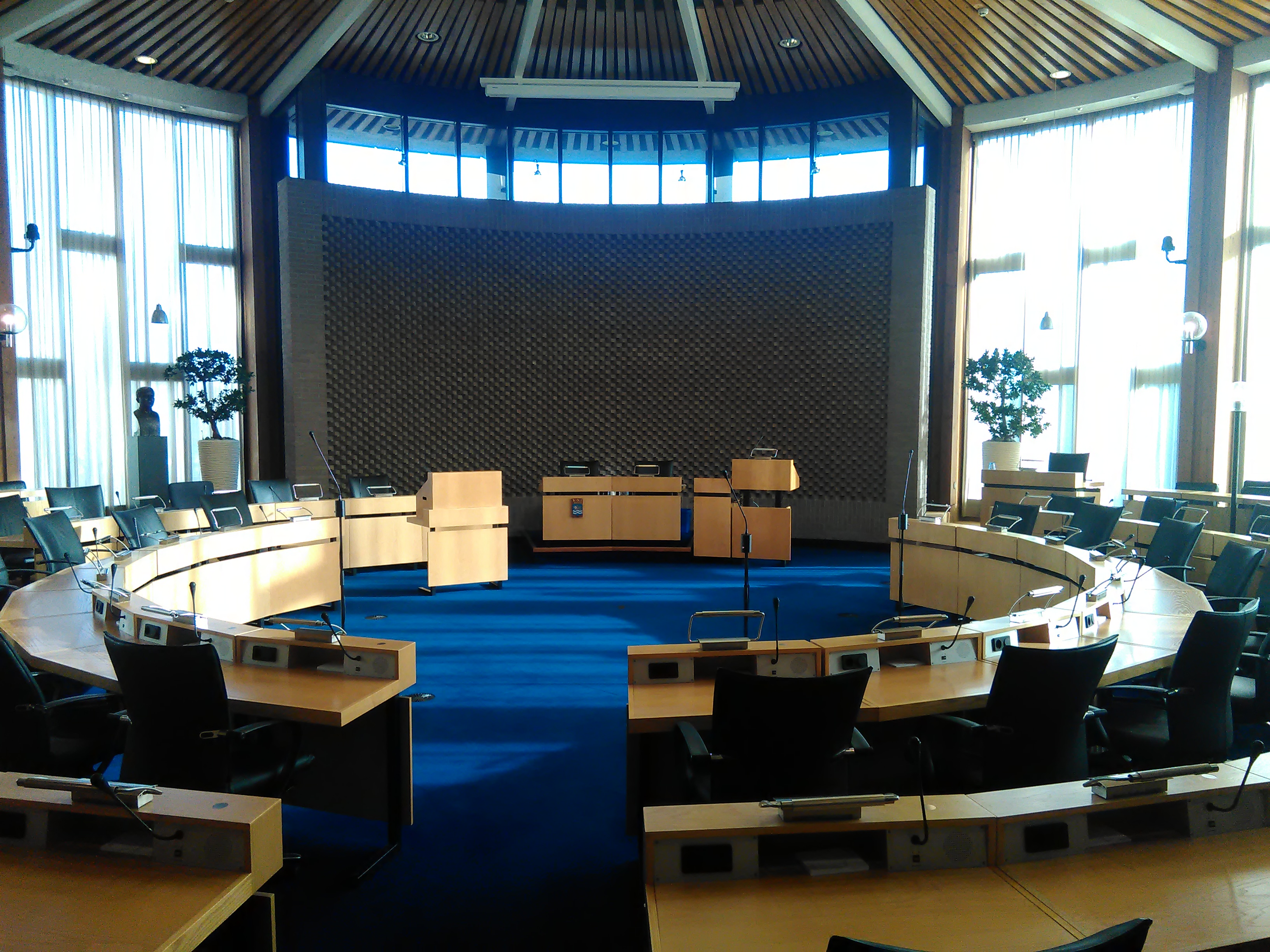
sala de juntas

| concejo municipal de Haarlemmermeer desde 1986 | concejo municipal de Haarlemmermeer desde 1986 | concejo municipal de Haarlemmermeer desde 1986 | concejo municipal de Haarlemmermeer desde 1986 | concejo municipal de Haarlemmermeer desde 1986 | concejo municipal de Haarlemmermeer desde 1986 | concejo municipal de Haarlemmermeer desde 1986 | concejo municipal de Haarlemmermeer desde 1986 | concejo municipal de Haarlemmermeer desde 1986 |      |
| Partij                                         | 1986                                           | 1990                                           | 1994                                           | 1998                                           | 2002                                           | 2006                                           | 2010                                           | 2014                                           | 2018 |
| ---------------------------------------------- | ---------------------------------------------- | ---------------------------------------------- | ---------------------------------------------- | ---------------------------------------------- | ---------------------------------------------- | ---------------------------------------------- | ---------------------------------------------- | ---------------------------------------------- | ---- |
| VVD                                            | 12                                             | 9                                              | 9                                              | 12                                             | 9                                              | 10                                             | 10                                             | 7                                              | 7    |
| HAP                                            | 1                                              | 1                                              | 2                                              | 3                                              | 11                                             | 4                                              | 4                                              | 6                                              | 7    |
| D66                                            | 2                                              | 5                                              | 5                                              | 2                                              | 1                                              | 1                                              | 5                                              | 6                                              | 3    |
| CDA                                            | 12                                             | 11                                             | 8                                              | 7                                              | 8                                              | 7                                              | 5                                              | 5                                              | 5    |
| Forza!                                         | -                                              | -                                              | -                                              | -                                              | -                                              | -                                              | 3                                              | 4                                              | 5    |
| PvdA                                           | 8                                              | 5                                              | 5                                              | 6                                              | 4                                              | 8                                              | 4                                              | 4                                              | 3    |
| GroenLinks                                     | 1                                              | 4                                              | 4                                              | 5                                              | 5                                              | 4                                              | 4                                              | 3                                              | 4    |
| ChristenUnie/SGP1                              | 1                                              | 1                                              | 1                                              | 2                                              | 1                                              | 2                                              | 1                                              | 1                                              | 2    |
| Een Haarlemmermeer                             | -                                              | -                                              | -                                              | -                                              | -                                              | -                                              | -                                              | 1                                              | 1    |
| Sociaal Rechts Haarlemmermeer                  | -                                              | -                                              | -                                              | -                                              | -                                              | -                                              | 1                                              | 1                                              | 1    |
| Gezond Haarlemmermeer                          | -                                              | -                                              | -                                              | -                                              | -                                              | -                                              | -                                              | -                                              | 1    |
| Christen-Democratische Volkspartij (Nederland) | -                                              | -                                              | -                                              | -                                              | -                                              | -                                              | -                                              | 1                                              | -    |
| SP                                             | -                                              | -                                              | -                                              | -                                              | -                                              | 3                                              | -                                              | -                                              | -    |
| TON                                            | -                                              | -                                              | -                                              | -                                              | -                                              | -                                              | 2                                              | -                                              | -    |
| Nieuw Groen '90                                | -                                              | 1                                              | 3                                              | 2                                              | -                                              | -                                              | -                                              | -                                              | -    |
| CD                                             | -                                              | -                                              | 2                                              | -                                              | -                                              | -                                              | -                                              | -                                              | -    |
| Totaal                                         | 37                                             | 37                                             | 39                                             | 39                                             | 39                                             | 39                                             | 39                                             | 39                                             | 39   |